# Owain Doull
Owain Daniel Doull (Cardiff, 2 mei 1993) is een Welsh baan- en wegwielrenner die sinds 2022 rijdt voor EF Education-EasyPost.
In 2016 werd hij samen met Bradley Wiggins, Steven Burke en Ed Clancy olympisch kampioen ploegenachtervolging op de Olympische Spelen in Rio de Janeiro.

## Baanwielrennen

### Palmares
| Jaar     | BK                         | EK                                            | WK                   | Overig                                                         |
| Junioren | Junioren                   | Junioren                                      | Junioren             | Junioren                                                       |
| -------- | -------------------------- | --------------------------------------------- | -------------------- | -------------------------------------------------------------- |
| 2010     |                            | Ploegenachtervolging · Achtervolging · Omnium | Ploegenachtervolging |                                                                |
| 2011     | Puntenkoers                |                                               |                      |                                                                |
| Elite    |                            |                                               |                      |                                                                |
| 2012     | Achtervolging · Ploegkoers |                                               |                      |                                                                |
| 2013     |                            | Ploegenachtervolging                          |                      | WB Manchester: Ploegenachtervolging WB Aguascalientes: Scratch |
| 2014     |                            | Ploegenachtervolging                          |                      | WB Londen: Ploegenachtervolging Ploegkoers                     |
| 2015     |                            | Ploegenachtervolging                          | Ploegenachtervolging |                                                                |
| 2016     |                            |                                               | Ploegenachtervolging | OS: · Ploegenachtervolging                                     |

## Wegwielrennen

### Overwinningen
2013
Puntenklassement An Post Rás
2014
3e etappe Triptyque des Monts et Châteaux
Eindklassement Triptyque des Monts et Châteaux
2015
Puntenklassement Triptyque des Monts et Châteaux
3e en 4e etappe Flèche du Sud
Puntenklassement Flèche du Sud
 Brits kampioen op de weg, Beloften
Puntenklassement Ronde van Groot-Brittannië
2017
Eindklassement Hammer Sportzone Limburg
2019
3e etappe Herald Sun Tour
2020
4e etappe Ronde van de Provence

### Resultaten in voornaamste wedstrijden
| Jaar | Ronde van Italië | Ronde van Frankrijk | Ronde van Spanje |
| ---- | ---------------- | ------------------- | ---------------- |
| 2016 |                  |                     |                  |
| 2017 |                  |                     |                  |
| 2018 |                  |                     |                  |
| 2019 |                  |                     | 71e              |
| 2020 |                  |                     |                  |
| 2021 |                  |                     |                  |
| 2022 | opgave           | 90e                 |                  |
| 2023 |                  |                     |                  |
| 2024 |                  |                     | 118e             |
| 2025 | 110e             |                     |                  |

| Jaar | Milaan-San Remo | Gent-Wevelgem | Ronde van Vlaanderen | Parijs-Roubaix | Amstel Gold Race | Waalse Pijl | Parijs-Tours | Kuurne-Brussel-Kuurne |  | WK op de weg |  | Wereldranglijsten |
| ---- | --------------- | ------------- | -------------------- | -------------- | ---------------- | ----------- | ------------ | --------------------- |  | ------------ |  | ----------------- |
| 2016 |                 |               |                      |                |                  |             | 114e         |                       |  |              |  |                   |
| 2017 |                 |               | 108e                 | buit.tijd      | opgave           | opgave      |              |                       |  | opgave       |  | 389e (UWT)        |
| 2018 |                 | 70e           |                      | 49e            |                  |             |              | opgave                |  |              |  | 173e (UWT)        |
| 2019 | 115e            |               | 83e                  | 95e            |                  |             |              | ↑                     |  | opgave       |  |                   |
| 2020 |                 | opgave        | 101e                 |                |                  |             |              | 75e                   |  |              |  |                   |
| 2021 |                 | 17e           | opgave               | opgave         |                  |             |              | 88e                   |  |              |  |                   |
| 2022 | 36e             |               |                      | 52e            | 87e              |             | opgave       | 134e                  |  |              |  |                   |
| 2023 |                 | 57e           | 33e                  | 59e            |                  |             | 59e          |                       |  | 18e          |  |                   |
| 2024 |                 |               | 29e                  | 107e           | 122e             | opgave      |              |                       |  |              |  |                   |
| 2025 |                 | 28e           | 30e                  | 64e            |                  |             |              | 27e                   |  |              |  |                   |

### Resultaten in kleinere rondes
| Jaar | Tour Down Under | UAE Tour | Parijs-Nice | Ronde van Romandië | Ronde van Californië | Critérium du Dauphiné | Ronde van Zwitserland | Ronde van Polen | BinckBank Tour |
| ---- | --------------- | -------- | ----------- | ------------------ | -------------------- | --------------------- | --------------------- | --------------- | -------------- |
| 2016 |                 | 93e/100e |             |                    | 92e                  |                       |                       |                 |                |
| 2017 |                 | 116e     |             | opgave             | 63e                  |                       | 80e                   |                 | 84e            |
| 2018 | 45e             |          |             |                    |                      |                       | 103e                  |                 | opgave         |
| 2019 | 99e             |          |             |                    | 62e                  |                       | 85e                   | 51e             |                |
| 2020 | 80e             |          |             |                    |                      |                       |                       | 47e             | 14e            |
| 2021 |                 |          |             | 90e                |                      |                       |                       | 69e             |                |
| 2022 |                 |          | 47e         |                    |                      | 91e                   |                       |                 |                |
| 2023 |                 |          | 63e         |                    |                      | 91e                   |                       |                 | 19e            |
| 2024 | 73e             |          | 48e         |                    |                      |                       |                       |                 |                |

## Ploegen
- 2014 –  An Post-Chainreaction
- 2015 –  Team Wiggins
- 2016 –  Team Wiggins
- 2016 –  Team Sky (stagiair vanaf 1 augustus)
- 2017 –  Team Sky
- 2018 –  Team Sky
- 2019 –  Team INEOS[1]
- 2020 –  Team INEOS
- 2021 –  INEOS Grenadiers
- 2022 –  EF Education-EasyPost
- 2023 –  EF Education-EasyPost
- 2024 –  EF Education-EasyPost
- 2025 –  EF Education-EasyPost

1908: Jones, Kingsbury, Meredith, Payne ·
1920: Magnani, Carli, Ferrario, Giorgetti ·
1924: De Martini, Dinale, Menegazzi, Zucchetti ·
1928: Facciani, Gaioni, Lusiani, Tasselli ·
1932: Pedretti, Borsari, Cimatti, Ghilardi ·
1936: Nizerhy, Charpentier, Goujon, Lapébie ·
1948: Decanali, Adam, Blusson, Coste ·
1952: Morettini, Campana, de Rossi, Messina ·
1956: Gasparella, Domenicali, Faggin, Gandini ·
1960: Vigna, Arienti, Testa, Vallotto ·
1964: Streng, Claesges, Henrichs, Link ·
1968: Lyngemark, Olsen, Asmussen, Jensen ·
1972: Schumacher, Colombo, Haritz, Hempel ·
1976: Vonhof, Braun, Lutz, Schumacher ·
1980: Manakov, Movtsjan, Ossokin, Petrakov ·
1984: Grenda, Turtur, Nichols, Woods ·
1988: Jekimov, Kasputis, Neljoebin, Oemaras ·
1992: Fulst, Glöckner, Lehmann, Steinweg ·
1996: Capelle, Ermenault, Monin, Moreau ·
2000: Fulst, Bartko, Becke, Lehmann ·
2004: Brown, McGee, Lancaster, Roberts ·
2008: Clancy, Manning, Thomas, Wiggins · 
2012: Burke, Clancy, Kennaugh, Thomas · 
2016: Burke, Clancy, Doull, Wiggins · 
2020: Consonni, Ganna, Lamon, Milan · 
2024:  Bleddyn, Welsford, Leahy, O'Brien
Archbold · Christie · Claeys · Doull · Downey · Dunne · Franssen · Frend · Gate · R.-J. McCarthy · McNally · Mullen · O'Shea · Traksel · Vanden Bak · Wilson · McCarth (stagiair)
Boswell · Deignan · Fenn · Froome · Gołaś · Seb.Henao · Ser.Henao · Intxausti · Kennaugh · Kiryjenka   · Knees · König · Kwiatkowski · Landa · López · Moscon · Nieve · Nordhaug · Peters · Poels · van Poppel · Puccio · Roche · Rowe · Stannard · Swift · Thomas · Viviani · Zandio · Doull (stagiair)
Boswell · Deignan · Dibben · Doull · Elissonde · Froome · Geoghegan Hart · Gołaś · Seb. Henao · Ser. Henao · Intxausti · Kennaugh · Kiryjenka · Knees · Kwiatkowski · Landa · López · Moscon · Nieve · Poels · van Poppel · Puccio · Rosa · Rowe · Stannard · Thomas · Viviani · Wiśniowski
van Baarle · Basso · Bernal · Castroviejo · de la Cruz · Deignan · Dibben · Doull · Elissonde · Froome · Geoghegan Hart · Gołaś · Halvorsen · Seb. Henao · Ser. Henao · Intxausti · Kiryjenka · Knees · Kwiatkowski · Lawless · López · Moscon · Poels · Puccio · Rosa · Rowe · Sivakov · Stannard · Thomas · Wiśniowski
van Baarle · Basso · Bernal · Castroviejo · de la Cruz · Doull · Dunbar · Elissonde · Froome · Ganna · Geoghegan Hart · Gołaś · Halvorsen · Seb. Henao · Kiryjenka · Knees · Kwiatkowski · Lawless · Moscon · Narváez · Poels · Puccio · Rosa · Rowe · Sivakov · Sosa · Stannard · Swift · Thomas
Amador · Basso · Bernal · Carapaz  · Castroviejo · Dennis   · Doull · Dunbar · Froome · Ganna   · Geoghegan Hart · Gołaś · Hayter · Henao · Kiryjenka (t/m 31 januari) · Knees · Kwiatkowski · Lawless · Moscon · Narváez · Puccio · Rivera · Rodriguez · Rowe · Sivakov · Sosa · Stannard · Swift · Thomas · Van Baarle · Wurf (vanaf 1 februari)
Amador · Van Baarle · Basso · Bernal · Carapaz  · Castroviejo · De Plus · Dennis · Doull · Dunbar · Ganna     · Geoghegan Hart · Gołaś · Hayter · Henao · Kwiatkowski · Martínez · Moscon · Narváez · Pidcock (vanaf 1 februari) · Porte ·  Puccio · Rivera · Rodriguez · Rowe · Sivakov · Sosa · Swift · Thomas · Wurf · Yates · Plapp (stagiair)
Arroyave Cañas · Bettiol · Bissegger   · Caicedo · Camargo · Carr · Carthy · Cepeda (vanaf 1/8) · Chaves · Cort · Doull · Eiking · Guerreiro · Healy · Howes (tot 31/7) · Keukeleire · Kudus · Langeveld · Morton (tot 31/7) · Nakane · Padun · Piccolo (vanaf 1/8) · Powless · Quinn · Rutsch · Scully · Shaw · Steinhauser · Urán · Valgren · J. van den Berg · M. van den Berg · Wiśniowski
Amador · Bettiol · Bissegger   · Caicedo · Camargo · Carapaz · Carr · Carthy · Cepeda · Chaves · Cort · de Bod · Doull · Eiking · Healy · Honoré · Keukeleire · Kudus · Padun · Piccolo · Powless · Quinn · Rutsch · Scully · Shaw · Steinhauser · Urán · J. van den Berg · M. van den Berg · Wiśniowski · van der Lee (stagiair)
Amador · Beloki · Bettiol(tot 14/8) · Bissegger · Carapaz · Carr · Carthy · Cepeda · Chaves · Costa · de Bod · Doull · Healy · Honoré · Nerurkar · Piccolo(tot 21/6) · Powless · Quinn · Rafferty · Rootkin-Gray · Rutsch · Ryan · Shaw · Steinhauser · Sweeny · Todome · Urán · Valgren · van den Berg · van der Lee · Hlady (stagiair) · Lovidius (stagiair)
- Library of Congress Control Number: no2017089710
- Virtual International Authority File: 8401150033011511180003